# Cracau (Magdeburg)
Cracau, Magdeburg-Cracau – dzielnica miasta Magdeburg w Niemczech, w kraju związkowym Saksonia-Anhalt.